# Campionati europei di atletica leggera indoor 2015 - 800 metri piani maschili
Gli 800 m si sono tenuti il 6 ed il 7 marzo 2015.

## Risultati

### Batterie
Si qualificano i primi 2 di ogni batteria e i 4 migliori tempi di ripescaggio.
| Rank | Heat | Athlete                | Nationality          | Time    | Note  |
| ---- | ---- | ---------------------- | -------------------- | ------- | ----- |
| 1    | 1    | Mark English           | Irlanda              | 1:48.10 | Q     |
| 2    | 1    | Thijmen Kupers         | Paesi Bassi          | 1:48.19 | Q     |
| 3    | 1    | David Palacio          | Spagna               | 1:48.33 | q     |
| 4    | 2    | Marcin Lewandowski     | Polonia              | 1:48.56 | Q     |
| 5    | 2    | Stepan Poistogov       | Russia               | 1:48.70 | Q     |
| 6    | 1    | Andreas Roth           | Norvegia             | 1:49.09 | q     |
| 6    | 2    | Brice Leroy            | Francia              | 1:49.09 | q     |
| 8    | 3    | Kevin López            | Spagna               | 1:49.38 | Q     |
| 8    | 5    | Guy Learmonth          | Regno Unito          | 1:49.38 | Q     |
| 10   | 2    | Matěj Pavlíček         | Rep. Ceca            | 1:49.43 | q     |
| 11   | 4    | Robin Schembera        | Germania             | 1:49.55 | Q     |
| 12   | 5    | Jan Van Den Broeck     | Belgio               | 1:49.57 | Q     |
| 13   | 4    | Paul Renaudie          | Francia              | 1:49.61 | Q     |
| 14   | 3    | Nick Jensen            | Danimarca            | 1:49.64 | Q, PB |
| 15   | 6    | Karol Konieczny        | Polonia              | 1:49.65 | Q     |
| 16   | 6    | Declan Murray          | Irlanda              | 1:49.69 | Q     |
| 17   | 4    | Thomas Roth            | Norvegia             | 1:49.73 |       |
| 18   | 3    | Mukhtar Mohammed       | Regno Unito          | 1:49.75 |       |
| 19   | 6    | James Bowness          | Regno Unito          | 1:49.78 |       |
| 20   | 1    | Aleš Zver              | Slovenia             | 1:49.89 |       |
| 21   | 3    | Amel Tuka              | Bosnia ed Erzegovina | 1:49.92 |       |
| 22   | 5    | Luis Alberto Marco     | Spagna               | 1:50.01 |       |
| 23   | 5    | Žan Rudolf             | Slovenia             | 1:50.08 |       |
| 23   | 6    | Raimond Valler         | Estonia              | 1:50.08 | PB    |
| 25   | 7    | Jozef Repčík           | Slovacchia           | 1:50.24 | Q     |
| 26   | 1    | Andreas Kramer         | Svezia               | 1:50.34 |       |
| 27   | 7    | Andreas Almgren        | Svezia               | 1:50.61 | Q     |
| 28   | 4    | Pauls Arents           | Lettonia             | 1:50.62 |       |
| 29   | 3    | Roman Yarko            | Ucraina              | 1:50.68 |       |
| 30   | 7    | Kamil Gurdak           | Polonia              | 1:50.76 |       |
| 31   | 5    | Kristaps Valters       | Lettonia             | 1:50.94 |       |
| 32   | 4    | Filip Sasínek          | Rep. Ceca            | 1:51.08 |       |
| 33   | 5    | Miroslav Burian        | Rep. Ceca            | 1:51.11 |       |
| 34   | 3    | Renars Stepinš         | Lettonia             | 1:51.20 |       |
| 35   | 6    | Lucijan Zalokar        | Slovenia             | 1:51.35 |       |
| 36   | 7    | Theofanis Michaelas    | Cipro                | 1:51.45 |       |
| 37   | 7    | Vyacheslav Olishevskyy | Ucraina              | 1:51.48 |       |
| 38   | 4    | Brice Etès             | Monaco               | 1:51.57 | SB    |
| 39   | 2    | Christos Demetriou     | Cipro                | 1:51.82 |       |
| 40   | 6    | Andreas Rapatz         | Austria              | 2:19.36 |       |

### Semifinali
I primi due di ogni semifinale si qualificano alla finale.
| Pos. | Batteria | Atleta             | Nazione     | Tempo   | Note  |
| ---- | -------- | ------------------ | ----------- | ------- | ----- |
| 1    | 2        | Andreas Almgren    | Svezia      | 1:47.24 | Q     |
| 2    | 2        | Thijmen Kupers     | Paesi Bassi | 1:47.34 | Q, SB |
| 3    | 2        | Kevin López        | Spagna      | 1:47.78 |       |
| 4    | 2        | Stepan Poistogov   | Russia      | 1:47.84 | SB    |
| 5    | 2        | Declan Murray      | Irlanda     | 1:48.09 | SB    |
| 6    | 3        | Marcin Lewandowski | Polonia     | 1:50.10 | Q     |
| 7    | 1        | Guy Learmonth      | Regno Unito | 1:50.50 | Q     |
| 8    | 1        | Mark English       | Irlanda     | 1:50.54 | Q     |
| 9    | 1        | Brice Leroy        | Francia     | 1:50.72 |       |
| 10   | 1        | Jozef Repčík       | Slovacchia  | 1:50.76 |       |
| 11   | 1        | Karol Konieczny    | Polonia     | 1:50.96 |       |
| 12   | 3        | Robin Schembera    | Germania    | 1:51.07 | Q     |
| 13   | 3        | Jan Van Den Broeck | Belgio      | 1:51.09 |       |
| 14   | 3        | David Palacio      | Spagna      | 1:52.21 |       |
| 15   | 3        | Paul Renaudie      | Francia     | 1:53.14 |       |
| 16   | 1        | Matěj Pavlíček     | Rep. Ceca   | 1:53.18 |       |
| 17   | 2        | Nick Jensen        | Danimarca   | 1:54.04 |       |
| 18   | 3        | Andreas Roth       | Norvegia    | 1:57.56 |       |

### Finale
| Pos. | Atleta             | Nazione     | Tempo   | Note |
| ---- | ------------------ | ----------- | ------- | ---- |
| 1    | Marcin Lewandowski | Polonia     | 1:46.67 |      |
| 2    | Mark English       | Irlanda     | 1:47.20 |      |
| 3    | Thijmen Kupers     | Paesi Bassi | 1:47.25 | SB   |
| 4    | Andreas Almgren    | Svezia      | 1:47.78 |      |
| 5    | Robin Schembera    | Germania    | 1:47.83 |      |
| 6    | Guy Learmonth      | Regno Unito | 1:47.84 |      |